# 香子
香子（こうこ、1984年10月27日 - ）は、日本の女優、ダンサーである。

## 人物
特技はダンスと空手。趣味は映画鑑賞。
2003年より活動。同年の『第54回NHK紅白歌合戦』にダンサーとして出演。2004年にはストリートダンスコンテスト『GRANDSOUL』第13回大会で優勝。2006年には岸本早未や倉木麻衣のライブのバックダンサーを務めた。
2008年にはNHK朝の連続テレビ小説『瞳』に出演し、女優としても活動を始めた。

## 出演

### 舞台
- THE DISTANCE FROM HERE（2007年）
- 蛇姫様 〜わが心の奈蛇〜（2009年2月 - 3月）
- 女信長（2009年6月）
- ファンタジア（2009年12月）
- 劇団EXILE 第4回公演「DANCE EARTH 〜願い〜」（2010年5月）
- 恋ばば 14歳!（2010年8月）
- S×Sプロデュース第5回公演「SHUFFLE」（2010年8月）
- 絢爛とか爛漫とか（2010年10月）
- 三ツ星キッチン・ミュージカル「ATM」（2010年12月）
- 彼女、借ります。（2011年1月）
- アリー・エンターテイメント「シコんでいこう!」（2011年3月）
- アリー・エンターテイメント「バラしていこう!?」（2011年6月）
- 劇団EXILE W-IMPACT「レッドクリフ 〜愛〜」（2011年8月）秀英 役
- GENKI PRODUCE vol.4「ジャンケンポン」（2011年10月）
- 三ツ星キッチン・ドリーム・ファクトリー「East Side Story」（2011年12月）香織 役
- Rock Musical Project vol.3「ONE LOVE」（2012年1月）
- FUNNY BUNNY（2012年4月）
- Func A ScamperS 009 #08「be-BLUE」（2012年6月）

### テレビ番組
- SDM発（2003年、フジテレビ）
- 第54回NHK紅白歌合戦（2003年、NHK）ダンサー出演

### テレビドラマ
- 連続テレビ小説・瞳（2008年4月 - 9月、NHK） RAY（星崎玲子） 役
- 愛の劇場・ラブレター（2008年11月 - 2009年2月、TBS） 結城妙子 役

### CM
- サンケイリビング新聞社「Lei Wedding」（2008年）
- 小林製薬「ブレスケア」（2011年）

### イベント
- 松本莉緒・dream 主演ミュージカル「Fighting Girls」（2004年）
- Carhartt ファッションショー（2005年）
- 岸本早未 JPOPCAFE（2006年）バックダンサー
- 倉木麻衣 カウントダウンライブ（2006年）バックダンサー

### PV
- Sowelu, HI-D and JUN 4 SHOT from FIRE BALL「Uh」（2005年）
- 坂見誠二プロデュース ダンスミームムービー「ALL MY WISH」（2006年）